# Штремфельт
Штремфельт (швед. Strömfelt) — дворянский род.
Род баронов Штремфельт происходит из Швеции и восходит к XVII столетию. Грамотой Шведского короля Карла XI, от 24 октября 1696 года, губернатор Скараборгский Геральд Штремфельт возведен, с нисходящим его потомством, в баронское достоинство королевства Шведского.
Именным Высочайшим указом, от 13 марта 1865 года, бывший шведский подданный барон Класс-Фредерик Карлович Штремфельт принят в подданство России с титулом барона Шведского королевства с дарованием ему прав Российского потомственного дворянства.
Определением Правительствующего Сената, от 1 ноября 1866 года, утвержден в баронском достоинстве, со внесеним в V часть Родословной Книги, Класс-Фредерик Карлович Штремфельт и жена его София Александровна (рожд. Скребицкая).

## Описание герба
В серебряном поле три лазоревых волнистых перевязи слева.
На щите дворянский шлем с бурелетом. Нашлемник: два рога: серебряно-лазоревый и лазорево-серебряный. Намет на щите серебряный, подложенный лазоревым.